# Jiaqing
Jiaqing (du chinois chinois simplifié : 嘉庆 ; chinois traditionnel : 嘉慶 ; pinyin : jiāqìng, venant lui-même du mandchou : ᠶᠣᠩ ᠶᠠᠨ, son nom de naissance était Aisin Gioro Yongyan, translittéré en chinois par Aixinjuelo Yongyan, (愛新覺羅顒琰) 1760-1820) était le fils de l'empereur Qianlong, son nom de temple fut Qing Renzong (清仁宗). Il fut empereur de Chine du 9 février 1796 à 1820, à la suite de l'abdication de son père. Jiaqing lutta contre l'arrivée des Européens et l'influence de leurs idées. Il persécuta sévèrement la population catholique aussi bien chinoise qu'étrangère lors de son règne. Seuls les membres du clergé des missionnaires jésuites astronomes purent rester en raison des services scientifiques qu'ils rendaient. Bien que son puissant père eût abdiqué, c'est lui qui continua de tirer les ficelles du jeu politique jusqu'à sa mort, le 7 février 1799. 
Manquant de peu d’être assassiné en 1813 lors de la révolte des Huit trigrammes, il mourut frappé par la foudre au palais de Jehol (Rehe) (熱河行宫).
Jiaqing ne doit pas être confondu avec l'empereur Jiajing (1507-1567) de la dynastie Ming.